# (546) Herodias
(546) Herodias ist ein Asteroid des Hauptgürtels, der am 10. Oktober 1904 vom deutschen Astronomen Paul Götz in Heidelberg entdeckt wurde. 
Der Asteroid trägt den Namen der biblischen Prinzessin Herodias.